# A Página (curta-metragem)
"A Página" é um curta-metragem brasileiro. Dirigido por Guilherme Andrade e conta com Denise Weinberg e Fernanda Viacava no elenco. 
O curta foi selecionado até agora para mais de 30 festivais em 15 países, são eles: Brasil, China, Colômbia, Itália, México, Romênia, Venezuela, Armênia, Grécia, Nicarágua, Estados Unidos, Paraguai, Bielorrússia, Canadá e Emirados Árabes.

## Sinopse
Duas mães. Um crime. Dois lados de uma mesma história e o difícil processo de virar a página após perderem as âncoras de suas vidas.

## Elenco
- Denise Weinberg
- Fernanda Viacava
- Giuliano Viacava
- Raphael Cubakowic

## Ficha técnica
- Empresa Produtora: Piracema Audiovisual
- Roteiro: Guilherme Andrade
- Direção de produção: José Roberto
- Produção Executiva: Guilherme Andrade e José Roberto
- Elenco: Denise Weinberg, Fernanda Viacava, Renato Caldas, e Giuliano Viacava
- Direção de Fotografia: Paulo Fischer
- Direção de Arte: Ana Piller
- Montagem: Gabriel Silvestre
- Desenho de Som: Gabriel Silvestre

## Prêmios
O filme foi selecionado para o 44ª Festival de Cinema de Gramado  . Além disso, é vencedor do prêmio de "Melhor Atriz" no Popcorn Festival  pela interpretação de Fernanda Viacava no filme; é vencedor do prêmio de "Melhor Atriz" no 1º Festival Cine Tamoio pela interpretação de Denise Weinberg e Fernanda Viacava no filme ; é vencedor do prêmio de "Melhor Som" no Festival Curta Coremas ; "Melhor Atriz" para Denise Weinberg no XI Curta Canoa; e, também recebeu o prêmio "New Vision" no FilmWorks Film Festival .